# باغ‌وحش سورابایا
باغ‌وحش سورابایا (انگلیسی: Surabaya Zoo; اندونزیایی: Kebon Binatang Surabaya یا KBS)، که با نام بونبین (مخفف شدهٔ Kebon Binatang، معادل اندونزیایی باغ‌وحش) یک باغ‌وحش به وسعت ۱۵ هکتار (۳۷ جریب فرنگی) است که در شهر سورابایا در جاوه شرقی، اندونزی واقع شده‌است.

## تاریخچه

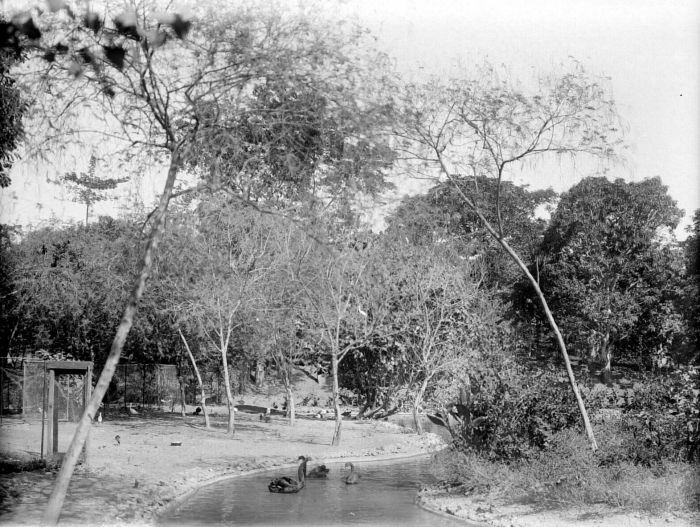
یک تالاب با قوهای سیاه استرالیایی در باغ گیاهشناسی و باغ‌وحش سورابایا در سال ۱۹۳۱.

باغ‌وحش سورابایا در ۳۱ اوت ۱۹۱۶ بواسطهٔ حکم فرماندار هند شرقی هلند جهت قدردانی از اچ.اف.کی. کومر، روزنامه‌نگاری که به جمع‌آوری حیوانات علاقه‌مند بود، با نام سورابایاچه پلنتن-اِن دیرنتوین احداث شد.
در سال ۱۹۱۶ نخستین باغ‌وحش سورابایا در کالیوندو احداث شد. در ۲۸ سپتامبر ۱۹۱۷، این باغ‌وحش به جادهٔ گروئدو منتقل شد. در آوریل ۱۹۱۸، باغ‌وحش سورابایا فروش بلیت برای ورود به واغ‌وحش را آغاز کرد.
در سال ۱۹۲۰ این باغ‌وحش به مکان جدید دیگری در منطقهٔ دارمو و قطعه زمینی به وسعت ۳۰٬۵۰۰ متر مربع، که متعلق به شرکت تراموای بخار جاوه شرقی (اندونزیایی: Oost-Java Stoomtram Maatschappij) بود، منتقل شد. در ۲۱ ژوئیه ۱۹۲۲ این باغ‌وحش نخستین بحران مالی خود را تجربه کرد و برنامه‌ای برای انحلال آن تدوین شده‌بود؛ اما این تصمیم در آن زمان از سوی شهرداری سورابایا مورد تأیید قرار نگرفت. در ۱۱ مهٔ ۱۹۲۳ تصمیم بر این شد که انجمن جدیدی برای این باغ‌وحش تشکیل شود. دبلیو. ای. هامپس به عنوان جایگزین جی.پی. مویمن، که یکی از اولین بنیان‌گذاران این باغ‌وحش بود، انتخاب شد. در سال ۱۹۲۷ باغ‌وحش سورابایا یک کمک مالی از سوی دیجکرمن، شهردار سورابایا دریافت کرد. در ۳ ژوئیه ۱۹۲۷ با کمک شورای نمایندگان مردم سورابایا قطعه زمین جدیدی به وسعت ۳۲٬۰۰۰ متر مربع، که بخشی از یک زمین متعلق به شرکت تراموای بخار جاوه شرقی بود، برای استقرار این باغ‌وحش خریداری شد.
از سال ۱۹۳۹ تاکنون وسعت این باغ‌وحش به ۱۵ هکتار گسترش یافته‌است.
در اوت تا نوامبر سال ۱۹۸۷ تأسیسات تولید مثل در باغ‌وحش سورابایا نوسازی شد. این تأسیسات دربرگیرندهٔ ۲۹ قفس پرنده بود که ۱۶ مینای بالی در معرض انقراض که فقط در نواحی شرقی جزیرهٔ بالی یافت می‌شدند را در خود جای داده‌بود. در نوامبر ۱۹۸۷ با اضافه شدن ۳۷ پرندهٔ اهدا شده توسط باغ‌وحش‌ها و مجموعه‌های خصوصی در آمریکا و ائتلاف نگهداری از حیات وحش جرسی، جمعیت پرندگان محبوس در این قفس‌ها افزایش یافت. موفقیت برنامهٔ تولید مثل مینای بالی در این باغ‌وحش، امکان رهاسازی ۴۰ پرندهٔ مینای بالی در طبیعت پارک ملی غربی بالی در ژوئن ۲۰۱۱ را فراهم کرد.

## مناقشه‌ها

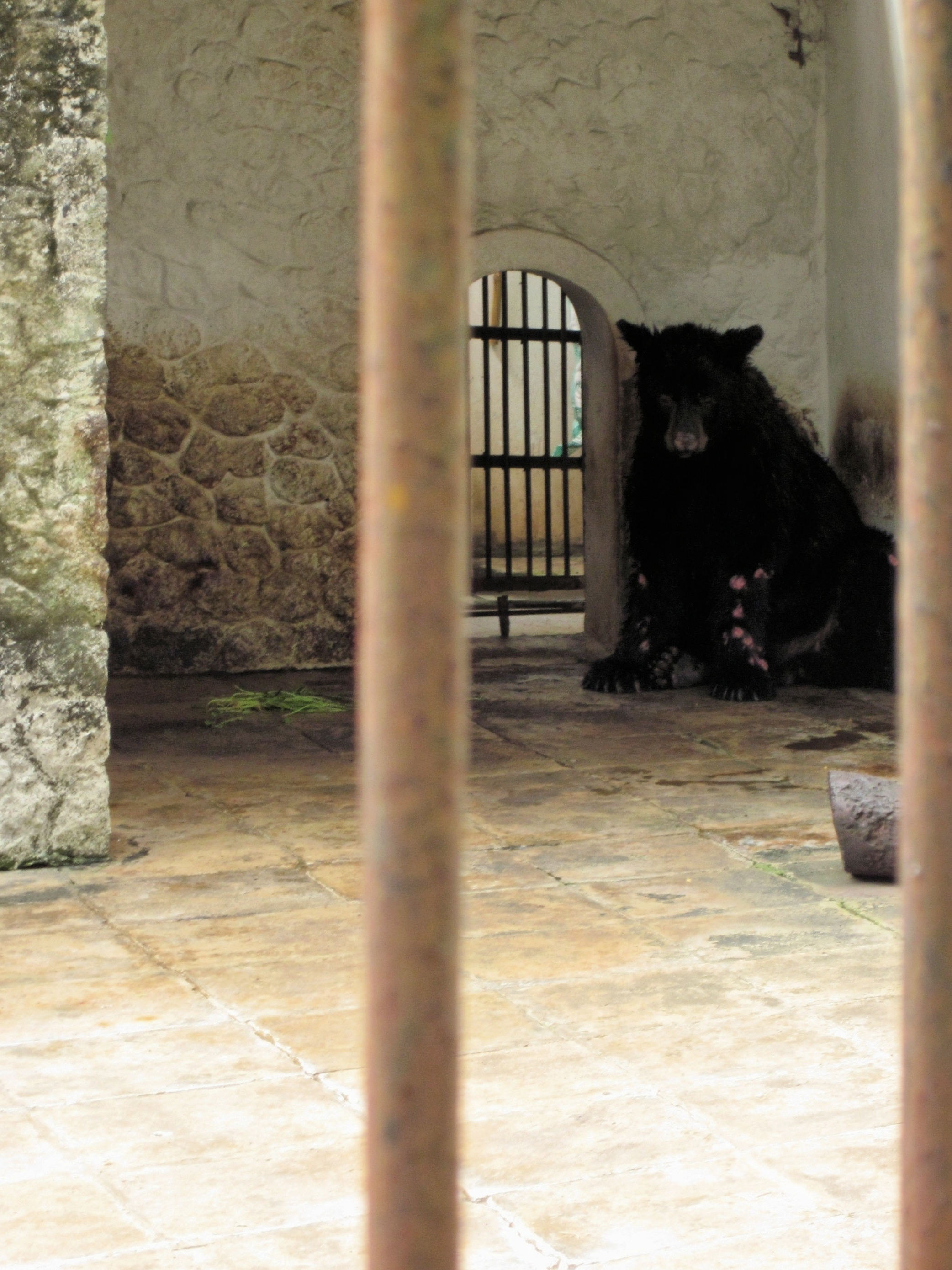
این خرس سیاه آمریکایی در باغ‌وحش سورابایا به بیماری پوستی مبتلا است که در میان خرس‌های محبوسی که به‌درستی از آن‌ها مراقبت نمی‌شود متداول است.

باغ‌وحش سورابایا شکایت‌هایی را دربارهٔ شیوه‌اش در درمان حیوانات از سوی گروه‌های کنش‌گر محیط زیست مانند شبکهٔ کمک به حیوانات جاکارتا (JAAN)، و همچنین سرپرست موقت باغ‌وحش دریافت کرده‌است. این وضعیت در سال ۲۰۱۰ به سطحی رسید که جاکارتا پست این مجموعه را «باغ‌وحش مرگ سورابایا» خواند. در اوت ۲۰۱۰، وزارت جنگل‌داری اندونزی در پی مرگ حیوانات متعدد شامل یک ببر سوماترایی نادر، شیر آفریقایی، والابی، اژدهای کومودو، خوک‌آهو، آهوی باوئان و تمساح، مجوز باغ‌وحش سورابایا را باطل کرد. سرپرست موقت باغ‌وحش از پلیس و آزانس حفاظت از منابع طبیعی جاوه شرقی (BKSDA) درخواست کرد تا تحقیقاتی را انجام دهند که در نهایت نتیجهٔ این تحقیقات نشان داد که مقصر مرگ بیشتر حیوانات نگهبانانی بودند که از انجام وظایف خود غافل شده‌بودند. تیم موقت مدیریت ۳۷۸ حیوان را از این باغ‌وحش به ۶ سازمان حفاظت از محیط زیست منتقل کردند. با این حال چندین حیوان در شرایط بدی قرار داشتند و سرانجام درگذشتند. در یک کالبدشکافی که بر روی این حیوانات انجام گرفت، پلاستیک و چوب در داخل بدن آن‌ها یافت شد. مرگ ببری به‌نام ملانی، که یکی از تنها چند صد ببر سوماترایی باقی‌مانده در جهان بود، وقتی مشخص شد که این ببر پیش از نجات یافتن از این باغ‌وحش به شدیدترین اختلالات گوارشی مبتلا بوده‌است، عصبانیت فعالان حقوق حیوانات را برانگیخت.
در ۲۸ ژانویه ۲۰۱۴ مسئولان باغ‌وحش سورابایا اعلام کردند که این باغ‌وحش دارای مجموعه‌ای از ۳٬۴۵۹ حیوان از ۱۹۷ گونهٔ مختلف است، اما ۸۱ مورد از این حیوانات بیمار، معلول و سالخورده هستند که ۴۴ مورد از آن‌ها در شرایط سختی قرار دارند.

## به نمایش گذاشتن اژدهای کومودو
تا مارس ۲۰۱۸ باغ‌وحش سورابایا ۷۶ اژدهای کومودو داشته که از این تعداد، ۱۳ مورد آن‌ها سنی کمتر از یک سال داشته‌اند، و با توجه به تخم‌گذاری در چند ماه قبل از آن، انتظار می‌رفت که چند حیوان دیگر نیز به این جمعیت اضافه شوند. به منظور مقابله کردن با ازدیاد جمعیت محتمل، مسئولین سورابایا برای احداث یک پارک اژدها در منطقهٔ ساحلی کنجران برنامه‌ریزی کردند. این کنش در مقایسه با اقدام به رهاسازی اژدهایان در طبیعت هزینه‌های کمتری را به دنبال خواهد داشت.